# Alberto Delgado Molina
Alberto Delgado Molina (geboren am 8. September 2005 in Gáldar) ist ein spanischer Handballspieler, der auf der Spielposition Rechtsaußen eingesetzt wird.

## Vereinskarriere
Alberto Delgado spielte bis 2023 bei KM13 Gáldar in der Primera División Nacional, der dritten spanischen Liga. Seit 2023 steht er bei Club Cisne Colegio Los Sauces unter Vertrag, der in der División de Honor Plata, der zweiten Liga Spaniens, antritt.

## Auswahlmannschaften
Delgado stand im Aufgebot der Nachwuchsauswahlen der RFEBM.
Er debütierte für die RFEBM am 27. April 2023 mit der Jugendnationalmannschaft. Delgado gelang im August 2023 mit seinem Team der Gewinn der U-19-Weltmeisterschaft 2023. Bis August 2023 wurde er insgesamt in 13 Spielen aufgeboten und warf 39 Tore.
Im Januar 2024 wurde er in die Juniorenauswahl Spaniens berufen, mit der er im Juli des Jahres die U-20-Europameisterschaft 2024 gewann. In seinen 17 Spielen für das Team erzielte Alberto Delgado 37 Tore. Er nahm auch an der U-21-Weltmeisterschaft 2025 (9. Platz) teil.

## Erfolge
- U-19-Weltmeister 2023 mit der Jugendnationalmannschaft
- U-20-Europameister 2024 mit der spanischen Juniorenauswahl